# Plein d'Amour ~Ai ga Ippai~
Albums de Kaori Iida
Avenir ~Mirai~
(2004)
 Plein d'Amour  (titre écrit en français sur la pochette), sous-titré en japonais  Plein d'Amour ~Ai ga Ippai~  (プラン・ダムール ~愛がいっぱい~, titre officiel), est le quatrième album en solo de Kaori Iida.
Il sort le 21 décembre 2005 au Japon sous le label Chichūkai, moins d'un an après que la chanteuse ait quitté le groupe Morning Musume. C'est le deuxième album de Kaori Iida composé de chansons originales, ses deux premiers ne contenant que des reprises. Il inclut cependant deux nouvelles reprises de tubes européens : Irrésistiblement, chanson française sorti en single par Sylvie Vartan en 1968, et La notte dell'addio, chanson italienne sorti en single par Iva Zanicchi en 1966. La chanson Sakura no Hana ga Saku Koro figure aussi simultanément sur la compilation du Hello! Project Petit Best 6 qui sort le même jour que l'album.

## Liste des titres
1. Bloom
2. Sakura no Hana ga Saku Koro  (桜の花が咲く頃?)
3. Onaji Basho de  (同じ場所で?)
4. Souvenir ~Souvenir~  (Souvenir ~スーヴェニール~?)
5. Irrésistiblement ~Anata no Toriko~  (IRRESISTIBLEMENT ~あなたのとりこ~?)
6. La notte dell'addio ~Wakare no Yoru~  (LA NOTTE DELL'ADDIO ~別れの夜~?)
7. Eureka no Kaze  (ユリーカの風?)
8. Hirahira to  (ひらひらと?)
9. Mirai Yohō  (未来予報?)
10. Ai no Kotoba  (愛のコトバ?)
11. Mikka Okure no Christmas Card  (3日おくれのChristmas Card?)
12. Papillon